# Governo del Messico
Il Governo del Messico (in spagnolo Gobierno de México) è un organo del sistema politico messicano, composto dal presidente del Messico e dai segretari, che a loro volta formano il gabinetto di governo, posto al vertice del potere esecutivo. Per il suo carattere federale, il paese ha due strutture governative: il governo nazionale (o federale) e 32 governi statali, ciascuno dei quali esercita tutti i poteri non espressamente delegati al governo nazionale.
Il governo attuale è il governo di Claudia Sheinbaum, entrato in carica il 1º ottobre 2024 in seguito alle elezioni presidenziali del 2024.

## Funzionamento
La composizione del ramo esecutivo comprende, nel presidente, i poteri di capo di Stato e capo di governo, essendo a questi conferito formalmente il potere di amministrare e rappresentare gli interessi della nazione. Il presidente è anche il capo delle Forze armate messicane.
Il gabinetto poi, si divide in Gabinete Legal, quando è strettamente costituito dai ministri, mentre Gabinete Ampliado quando comprende tutti i funzionari nominati dal potere esecutivo. Quando esso è riunito nella sua forma più ampia è dunque detto Gabinete Legal y Ampliado.
Il presidente è eletto a suffragio universale dai cittadini della nazione, mentre i ministri, sottostando al Presidente, sono nominati e rimossi a suo piacimento (salvo i Segretari per gli Affari esteri e per il Tesoro, che necessitano dell’approvazione del Congresso dell'Unione).